# Collegio di Ochil and South Perthshire
Ochil and South Perthshire è stato un collegio elettorale scozzese della Camera dei comuni del Parlamento del Regno Unito. Eleggeva un membro del Parlamento con il sistema maggioritario a turno unico; il collegio è stato abolito nel 2024, e la sua area divisa in cinque diversi nuovi collegi: Alloa and Grangemouth, Perth and Kinross-shire, Stirling and Strathallan, Dunfermline and Dollar, Angus and Perthshire Glens.

## Estensione
Il collegio comprendeva l'area del consiglio del Clackmannanshire e i ward del consiglio di Parth e Kinross di Strathtay, Strathearn, Strathallan, Almond & Earn e Kinross-shire.
Il collegio fu creato per includere il Clackmannanshire e la parte meridionale di Perth e Kinross; il collegio di Perth and North Perthshire fu creato contemporaneamente per coprire il resto di Perth e Kinross.
Prima delle elezioni del 2005, l'area era coperta dal collegio di Angus, di Ochil, di Perth e di North Tayside; quello di Perth era interamente compreso in Perth e Kinross, North Tayside copriva una parte settentrionale di Perth e Kinross e una parte settentrionale di Angus. Il collegio di Angus copriva una piccola parte sud-orientale di Perth e Kinross, una parte meridionale di Angus e una parte settentrionale dell'area di Dundee; il collegio di Ochil copriva un'altra parte sud-orientale di Perth e Kinross, l'intero Clackmannanshire e una parte sud-orientale dell'area di Stirling.

## Profilo e tendenze di voto

### Profilo del collegio
Il collegio di Ochil and South Perthshire copre la parte meridionale dell'area del consiglio di Perth e Kinross situato a sud del fiume Tay, che scorre a partire dalle Ochil Hills fino all'area industriale del Clackmannanshire a sud. Si tratta di un collegio relativamente ricco, con alcune aree più degradate presso Alloa, Tullibody, Alva e Tillicoultry nel Clackmannanshire meridionale.
L'agricoltura ed il turismo costituiscono una parte considerevole dell'economia locale nel nord del collegio, nella parte sud di Perth e Kinross-shire, presenta ricche aree dotate di resort a Auchterarder, Crieff e Kinross. Il Clackmannanshire è conosciuto per l'industria leggera e per le birrerie che costellano il corso del fiume Forth e i suoi affluenti.

### Tendenze
Il collegio di Ochil and South Perthshire fu costituito da parti del collegio di Ochil e di Perth; Perth era tradizionalmente un'area forte per i conservatori, fino alle elezioni generali del 1997; da allora l'area ha di solito votato per il Partito Nazionale Scozzese (SNP). Ochil copriva le contee del Kinross-shire e del Clackmannanshire, insieme ad alcune aree più industrializzate dello Stirlingshire, tradizionalmente oscillanti tra SNP e laburisti. Quando fu costituito Ochil and South Perthshire, si pensava che la battaglia sarebbe stata tra SNP e laburisti, tuttavia il SNP non riuscì a ottenere il seggio alle elezioni generali del 2005 né a quelle del 2010. Tasmina Ahmed-Sheikh del SNP vinse nel collegio strappandolo al laburista Gordon Banks durante la vittoria a valanga dei nazionalisti alle elezioni generali del 2015, quando vinsero 56 dei 59 seggi scozzesi.
Alle elezioni locali scozzesi del 2017 tutti i ward di Perth sud e Kinross-shire votarono conservatore con un grande margine; il risultato nel Clackmannanshire fu misto, con il SNP che risultò il più grande partito a livello di contea, ma non riuscendo a vincere a Dollar, che rimase ai conservatori e lasciando Alloa ai laburisti. I conservatori arrivarono primi a Ochil and South Perthshire nella sua interezza, con il SNP in secondo posto.

## Abolizione
In seguito alla sesta revisione periodica dei collegi di Westminster, il collegio è stato abolito a partire dal 2024, e la sua area è stata divisa in cinque nuovi collegi:
- il nucleo del Clackmannanshire, compresa le città di Alloa, nel collegio di Alloa and Grangemouth
- Strathearn, Almond and Earn e Kinross-shire nel collegio di Perth and Kinross-shire
- Strathallan nel collegio di Stirling and Strathallan
- la piccola città di Dollar nel collegio di Dunfermline and Dollar
- una piccola area rurale nel nord, nel collegio di Angus and Perthshire Glens.

## Membri del Parlamento
| Elezione | Elezione | Deputato             | Partito          |
| -------- | -------- | -------------------- | ---------------- |
|          | 2005     | Gordon Banks         | Laburista        |
|          | 2015     | Tasmina Ahmed-Sheikh | SNP              |
|          | 2017     | Luke Graham          | Conservatore     |
|          | 2019     | John Nicolson        | SNP              |
|          | 2024     | Collegio abolito     | Collegio abolito |

## Risultati elettorali

### Elezioni negli anni 2010
| Partito                    | Partito                                     | Candidato                  | Risultati 12 dicembre 2019 | Risultati 12 dicembre 2019 |
| Partito                    | Partito                                     | Candidato                  | Voti                       | %                          |
| -------------------------- | ------------------------------------------- | -------------------------- | -------------------------- | -------------------------- |
|                            | SNP                                         | John Nicolson              | 26 882                     | 46,50                      |
|                            | Conservatore                                | Luke Graham                | 22 384                     | 38,72                      |
|                            | Laburista                                   | Lorna Robertson            | 4 961                      | 8,58                       |
|                            | Lib Dem                                     | Iliyan Stefanov            | 3 204                      | 5,54                       |
|                            | UKIP                                        | Stuart Martin              | 382                        | 0,66                       |
|                            |                                             |                            |                            |                            |
| Iscritti                   | Iscritti                                    | Iscritti                   | 78 776                     | 100,00                     |
| ↳ Votanti (% su iscritti)  | ↳ Votanti (% su iscritti)                   | ↳ Votanti (% su iscritti)  | 57 813                     | 73,39                      |
| ↳ Astenuti (% su iscritti) | ↳ Astenuti (% su iscritti)                  | ↳ Astenuti (% su iscritti) | 20 963                     | 26,61                      |
|                            |                                             |                            |                            |                            |
|                            | Esito: collegio passa da Conservatore a SNP |                            |                            |                            |

| Partito                    | Partito                                     | Candidato                  | Risultati 8 giugno 2017 | Risultati 8 giugno 2017 |
| Partito                    | Partito                                     | Candidato                  | Voti                    | %                       |
| -------------------------- | ------------------------------------------- | -------------------------- | ----------------------- | ----------------------- |
|                            | Conservatore                                | Luke Graham                | 22 469                  | 41,48                   |
|                            | SNP                                         | Tasmina Ahmed-Sheikh       | 19 110                  | 35,28                   |
|                            | Laburista                                   | Joanne Ross                | 10 847                  | 20,02                   |
|                            | Lib Dem                                     | Iliyan Stefanov            | 1 742                   | 3,22                    |
|                            |                                             |                            |                         |                         |
| Iscritti                   | Iscritti                                    | Iscritti                   | 76 725                  | 100,00                  |
| ↳ Votanti (% su iscritti)  | ↳ Votanti (% su iscritti)                   | ↳ Votanti (% su iscritti)  | 54 168                  | 70,60                   |
| ↳ Astenuti (% su iscritti) | ↳ Astenuti (% su iscritti)                  | ↳ Astenuti (% su iscritti) | 22 557                  | 29,40                   |
|                            |                                             |                            |                         |                         |
|                            | Esito: collegio passa da SNP a Conservatore |                            |                         |                         |

| Partito                    | Partito                                  | Candidato                  | Risultati 7 maggio 2015 | Risultati 7 maggio 2015 |
| Partito                    | Partito                                  | Candidato                  | Voti                    | %                       |
| -------------------------- | ---------------------------------------- | -------------------------- | ----------------------- | ----------------------- |
|                            | SNP                                      | Tasmina Ahmed-Sheikh       | 26 620                  | 46,00                   |
|                            | Laburista                                | Gordon Banks               | 16 452                  | 28,43                   |
|                            | Conservatore                             | Luke Graham                | 11 987                  | 20,71                   |
|                            | Lib Dem                                  | Iliyan Stefanov            | 1 481                   | 2,56                    |
|                            | UKIP                                     | Martin Gray                | 1 331                   | 2,30                    |
|                            |                                          |                            |                         |                         |
| Iscritti                   | Iscritti                                 | Iscritti                   | 77 367                  | 100,00                  |
| ↳ Votanti (% su iscritti)  | ↳ Votanti (% su iscritti)                | ↳ Votanti (% su iscritti)  | 57 871                  | 74,80                   |
| ↳ Astenuti (% su iscritti) | ↳ Astenuti (% su iscritti)               | ↳ Astenuti (% su iscritti) | 19 496                  | 25,20                   |
|                            |                                          |                            |                         |                         |
|                            | Esito: collegio passa da Laburista a SNP |                            |                         |                         |

| Partito                    | Partito                                | Candidato                  | Risultati 6 maggio 2010 | Risultati 6 maggio 2010 |
| Partito                    | Partito                                | Candidato                  | Voti                    | %                       |
| -------------------------- | -------------------------------------- | -------------------------- | ----------------------- | ----------------------- |
|                            | Laburista                              | Gordon Banks               | 19 131                  | 37,91                   |
|                            | SNP                                    | Annabelle Ewing            | 13 944                  | 27,63                   |
|                            | Conservatore                           | Gerald Michaluk            | 10 342                  | 20,49                   |
|                            | Lib Dem                                | Graeme Littlejohn          | 5 754                   | 11,40                   |
|                            | UKIP                                   | David Bushby               | 689                     | 1,37                    |
|                            | Verdi                                  | Hilary Charles             | 609                     | 1,21                    |
|                            |                                        |                            |                         |                         |
| Iscritti                   | Iscritti                               | Iscritti                   | 75 102                  | 100,00                  |
| ↳ Votanti (% su iscritti)  | ↳ Votanti (% su iscritti)              | ↳ Votanti (% su iscritti)  | 50 469                  | 67,20                   |
| ↳ Astenuti (% su iscritti) | ↳ Astenuti (% su iscritti)             | ↳ Astenuti (% su iscritti) | 24 633                  | 32,80                   |
|                            |                                        |                            |                         |                         |
|                            | Esito: collegio confermato a Laburista |                            |                         |                         |

### Elezioni negli anni 2000
| Partito                    | Partito                                      | Candidato                  | Risultati 5 maggio 2005 | Risultati 5 maggio 2005 |
| Partito                    | Partito                                      | Candidato                  | Voti                    | %                       |
| -------------------------- | -------------------------------------------- | -------------------------- | ----------------------- | ----------------------- |
|                            | Laburista                                    | Gordon Banks               | 14 645                  | 31,36                   |
|                            | SNP                                          | Annabelle Ewing            | 13 957                  | 29,89                   |
|                            | Conservatore                                 | Elizabeth Smith            | 10 021                  | 21,46                   |
|                            | Lib Dem                                      | Catherine Whittingham      | 6 218                   | 13,32                   |
|                            | Verdi                                        | George Baxter              | 978                     | 2,09                    |
|                            | Socialista                                   | Iain Campbell              | 420                     | 0,90                    |
|                            | UKIP                                         | David Bushby               | 275                     | 0,59                    |
|                            | Free Scotland                                | Maitland Kelly             | 183                     | 0,39                    |
|                            |                                              |                            |                         |                         |
| Iscritti                   | Iscritti                                     | Iscritti                   | 70 753                  | 100,00                  |
| ↳ Votanti (% su iscritti)  | ↳ Votanti (% su iscritti)                    | ↳ Votanti (% su iscritti)  | 46 697                  | 66,00                   |
| ↳ Astenuti (% su iscritti) | ↳ Astenuti (% su iscritti)                   | ↳ Astenuti (% su iscritti) | 24 056                  | 34,00                   |
|                            |                                              |                            |                         |                         |
|                            | Esito: collegio a Laburista (nuovo collegio) |                            |                         |                         |

## Risultati dei referendum

### Referendum sulla permanenza del Regno Unito nell'Unione europea del 2016
|        | Collegio                   | Lasciare UE % | Rimanere in UE % |
| ------ | -------------------------- | ------------- | ---------------- |
|        | Ochil and South Perthshire | 39,2%         | 60,8%            |
| Scozia | 38,0%                      | 62,0%         |                  |
|        | Regno Unito                | 51,9%         | 48,1%            |